# Thysania pomponia
Thysania pomponia (лат.) — вид чешуекрылых (совкообразных бабочек) из семейства эребид (Erebidae).

## Распространение
Thysania pomponia встречается только в Бразилии и Гайане. При этом имеются сообщения об обнаружении вида из других стран Южной Америки.
Карл Йордан, научно описавший данный вид в 1924 году и давший ему название, указывал его ареал на юго-восток Бразилии и сообщал о наличии сведений (а именно ярлыка на другом образце) об обитании этих бабочек также и в Британской Гайане (но он не был уверен в их истинности).
Лесной вид.